# Arte africano

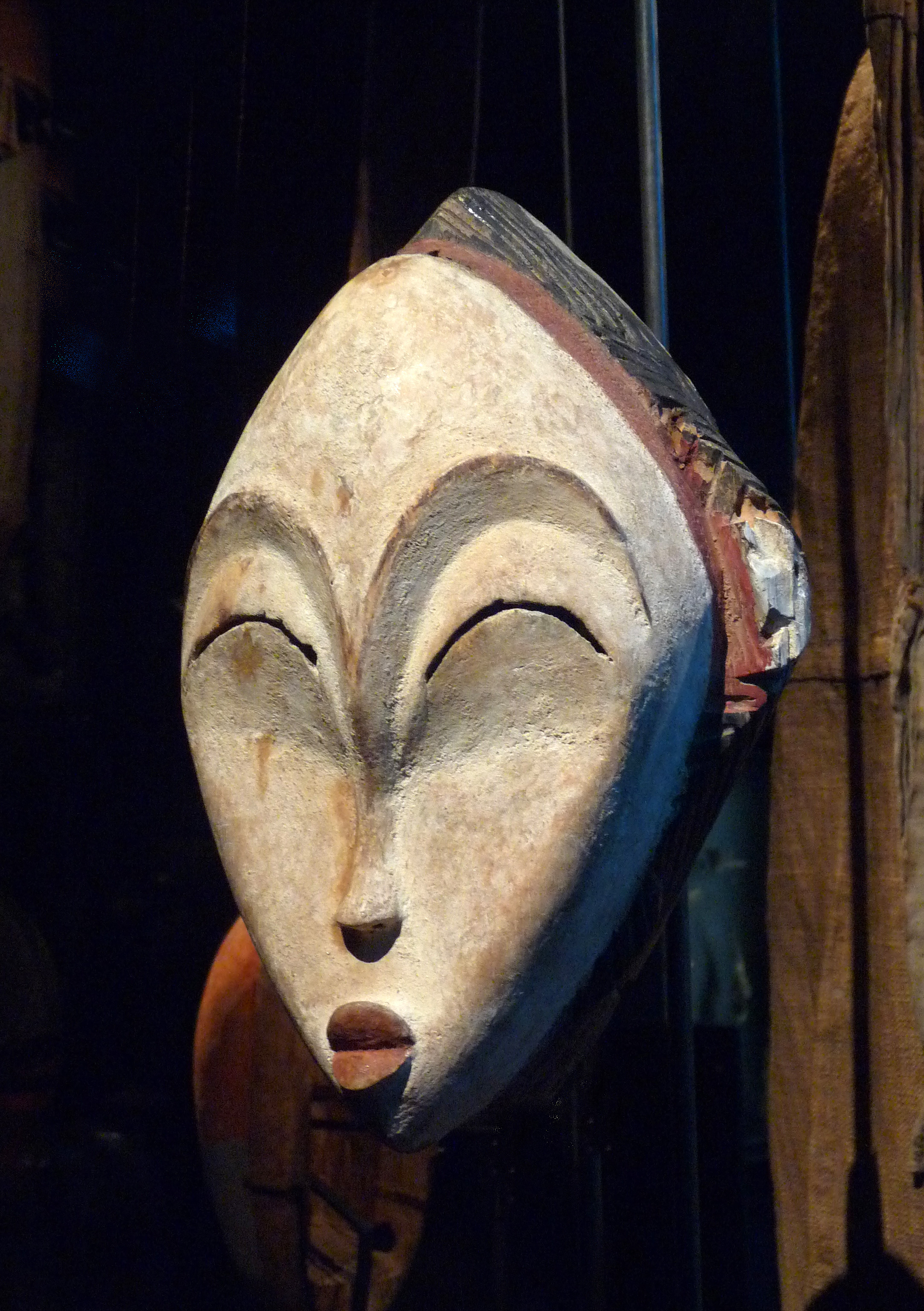
Máscara de Gabón.

El arte africano es un conjunto de manifestaciones artísticas producidas por los pueblos del África negra a lo largo de la historia.
El continente africano acoge una gran variedad de culturas, caracterizadas cada una de ellas por un idioma propio, unas tradiciones y unas formas artísticas características. Aunque la gran extensión del desierto del Sahara actúa como barrera divisoria natural entre el norte de África y el resto del continente, hay considerables evidencias que confirman toda una serie de influencias entre ambas zonas a través de las rutas comerciales que atravesaron África. La mayoría de las esculturas africanas están exhibidas en museos de Occidente. 
En numerosas tribus indígenas de África, el arraigo de la tradición artística autóctona ha permitido el mantenimiento de diversas manifestaciones estéticas hasta épocas relativamente recientes. De hecho, es precisamente a partir de principios del siglo XX cuando este arte comienza a ser apreciado en Occidente, primero por los representantes de la vanguardia y después por museos y público en general. Hay grandes diferencias estilísticas de unas zonas a otras, encontramos desde figuras y máscaras esquemáticas a piezas muy naturalistas. Aunque casi todas tienen en común la simetría, el darle más importancia a la cabeza y torso y mucho menos a las piernas, que se suelen representar cortas y con menos detalle que el resto de las partes del cuerpo.

## Historia

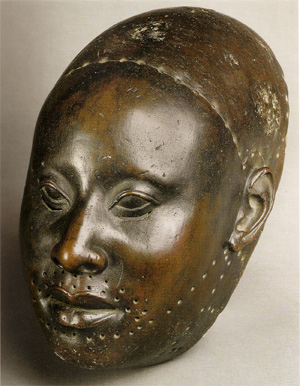
Cabeza moldeada en bronce, obra del pueblo Yoruba. Ife, Nigeria, c. siglo XII d. C.

### Antes de la colonización europea
El arte africano es tan variado como las culturas que pueblan el continente. Las primeras manifestaciones artísticas, como ocurrió en Norteamérica y Europa, con las pinturas y grabados rupestres que se remontan al Neolítico y que se encuentran en la zona del Sahara (por ejemplo, las pinturas del Tassili).
En términos generales, como todas las manifestaciones artísticas primitivas, el arte africano es esencialmente funcional, siempre surge asociado a un acto religioso o de carácter social, y de ahí que esté fuertemente condicionado por las creencias.
En las áreas donde predominaba la cultura pastoril (desde el Sudán, al sur de Sahara, hasta la sabanas orientales y meridionales), las principales manifestaciones artísticas se dan en el ámbito de adorno personal, donde aparecen con frecuencia motivos inspirados en los animales. En estas zonas, el arte rupestre tiene también una importante presencia. Entre los pueblos agricultores de África central y occidental (cuencas de los ríos Congo y Níger) la escultura dominaba el panorama artístico. Las primeras esculturas conocidas como cabezas y figurillas de cerámica de la cultura Nok de Nigeria (500 a. C.-200 d. C.). También corresponden a esta cultura las primeras muestras del trabajo en hierro del área subsahariana. La más antigua evidencia del uso del cobre y sus aleaciones procede del asentamiento Igbo de Igbo-Ukwu, también en Nigeria; yacimientos del siglo IX han sacado a la luz objetos de bronce que, no obstante, no guardan relación alguna con los famosos bronces de la ciudad yoruba de Ifé (siglos XV-XIX), en Nigeria.
Antes de que se iniciara el proceso de colonización del continente, la mayor parte de los pueblos africanos eran animistas, es decir, atribuían un alma o principio vital a todos los seres y fenómenos de la naturaleza. Sólo las civilizaciones más desarrolladas llegaron a crear un panteón de divinidades establecidas. Los africanos creían en un dios todopoderoso que no se comunicaba con los imperfectos seres humanos. Esa divinidad otorgaba a todas las criaturas un espíritu, que podía ejercer una influencia positiva o negativa; los más poderosos eran los antepasados: cuando un hombre moría, su espíritu se separaba de su cuerpo y vagaba por el lugar donde vivió. Los africanos creían que estos espíritus moraban en las figuras talladas que representan a los difuntos y que eran custodiadas por sus parientes.
En general, los valores fundamentales que presiden este sistema de creencias son la unidad y la armonía dentro de la familia y con el clan, con los antepasados y los espíritus. La religión es un acto comunitario, no individual. Los nativos que se convirtieron al cristianismo o al islamismo se esforzaron por mantener estos principios. En este contexto se diferenciaron dos manifestaciones artísticas básicas: fetiches y máscaras: Los fetiches son objetos a los que se atribuye un poder sobrenatural para ejercer influencias maléficas o beneficiosas. Cabe distinguir entre figuras-relicario, con cavidades para guardar objetos, fetiches de clavos, que ejercen influencias malignas, fetiches que transmiten los mensajes de los espíritus y tallas conmemorativas de personajes relevantes. Por su parte, las máscaras se emplean para captar la energía sobrenatural de los espíritus, en ritos funerarios y mágicos o en ceremonias destinadas a propiciar la fecundidad de la tierra. La realización de una máscara o de un fetiche se acompaña de un ritual específico, como el sacrificio previo de un animal.
La elección del naturalismo, de la extrema estilización o, al contrario, del exceso fantasmal se determina por las relaciones complejas que mantienen las esculturas con el medio ambiente. Se revelan como instrumentos activos por los cuales se estructuran y hablan los individuos.
Los objetos representan un papel primordial en las relaciones con el más allá, con el fin de comunicar con los antepasados y los espíritus.
La gran mayoría de las manifestaciones del arte africano tiene como materia básica la madera. En las tribus más desarrolladas se utilizaron, ocasionalmente, materiales como el hierro (en objetos de uso cotidiano, como cuchillos, azadas y hachas) o el bronce. El oro fue empleado por las culturas más evolucionadas, como las de Costa de Marfil, para joyas, pequeñas máscaras o colgantes.

### Periodo colonial

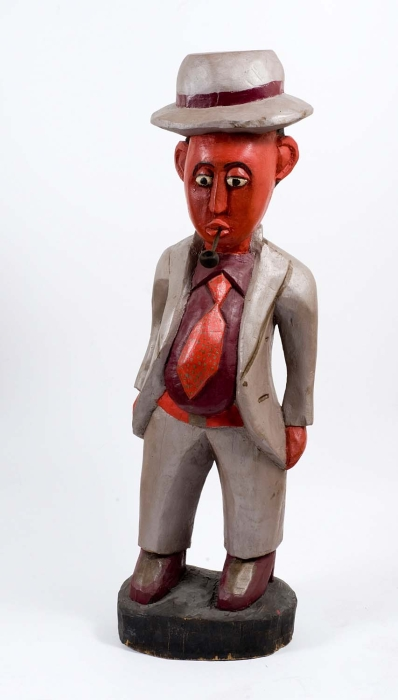
Una típica figurilla de colono, de la colección del Tropenmuseum.

Hasta principios del siglo XX el continente africano era el gran desconocido para los europeos; en él coexistían una gran pluralidad de etnias y se hablaban más de diez mil lenguas. Aunque los portugueses habían llegado al río Congo en 1482, el interés científico y, sobre todo, económico de las naciones europeas por África no se desarrolló hasta mediados de la mencionada centuria. A partir de esa fecha, sucesivas expediciones nutrieron de piezas los museos de las metrópolis.
Figurilla de colono
Las figurillas de colonos (en francés statues colon, pronunciado [statys kɔlɔ̃]), son un género de escultura figurativa de madera del arte africano que se originó durante el período colonial africano. Las estatuas comúnmente representan a los funcionarios coloniales europeos, como oficiales, médicos, soldados o técnicos o africanos de clase media europeizados (évolués). A menudo se caracterizan por motivos decorativos recurrentes, como cascos salacot, trajes, uniformes oficiales o pipas de tabaco, y están pintados en colores brillantes con pinturas a base de pigmentos vegetales.
Como género, las estatuas de colono se originaron en África Occidental, aparentemente entre los Baulé en Costa de Marfil. Logró popularidad internacional tras la Segunda Guerra Mundial y después de la descolonización. Se ha argumentado que el género se originó como una respuesta artística africana a la colonización y a la represión a manos del estado colonial. Se debate si las estatuas fueron vistas originalmente como caricaturas satíricas de funcionarios coloniales o simplemente representaciones de nuevos temas en estilos locales. Los antropólogos también debaten si las estatuas originales estaban destinadas a ser puramente ornamentales o si también tenían una función ritual.
Entre los artistas notables que trabajaron en el estilo se encontraba el nigeriano Thomas Ona Odulate (flor. 1900-50), cuyas obras se exhiben ampliamente en museos de los Estados Unidos y Europa.

## Temas del arte africano

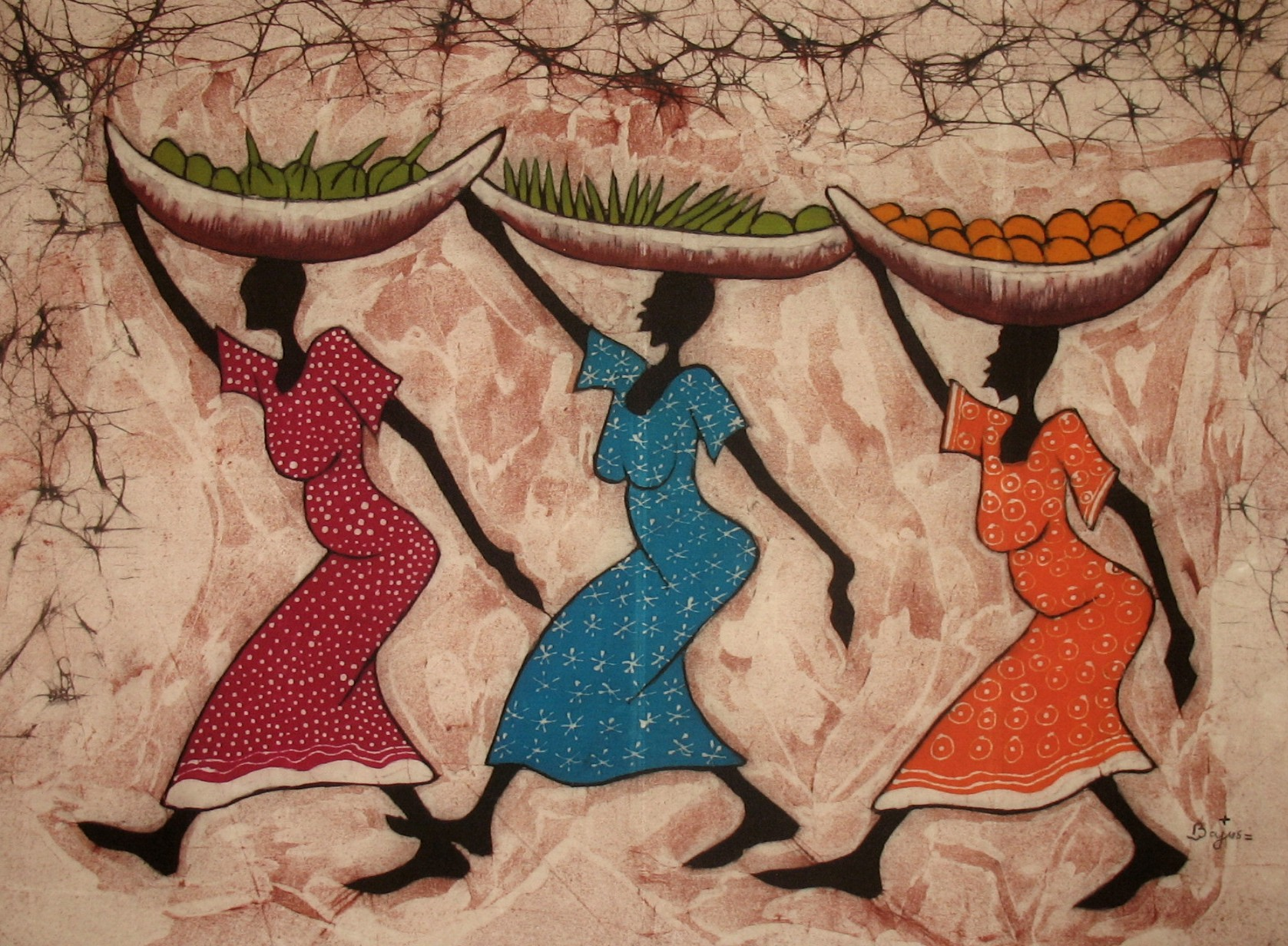
Pintura que representa a mujeres africanas cargando con la cosecha. Los temas suelen girar en torno a la agricultura y la ganadería.

Asociado a las distintas culturas sociales del Mundo en sí africanas ha surgido un arte generalmente unido a los rituales mágico-religiosos de las distintas creencias animistas. Este arte se ha desarrollado desde la prehistoria. En el arte africano destacan las realizaciones en madera, tanto por su número como por su calidad, aunque hay esculturas más antiguas en terracota (Nok S. V AC) y bronces de Benín (siglo XIII), en la actual Nigeria.
Los principales temas de los objetos artísticos representan:
- Fertilidad: En estas sociedades, con economías basadas en la agricultura, ganadería y pesca, los rituales más importantes son los que más obras artísticas han producido, estando relacionados con la fecundidad humana y por extensión la del ganado y los campos. Todos estos pueblos tienen numerosas esculturas de maternidades, parejas y diferentes amuletos destinados a propiciar la fertilidad.
- La muerte es otro ritual que genera una gran producción de objetos artísticos. Se piensa que, de algún modo, los muertos siguen presentes en el mundo de los vivos y con capacidad de influenciar en sus vidas. Por lo que hay que complacer a los difuntos, propiciando rituales y objetos escultóricos.
- Espiritualidad: El fetichero o Nganga es a la vez médico, psicólogo y guía espiritual. Dentro de las prescripciones puede incluir el encargo de la realización de una escultura a la que inducirá los poderes curativos concretos.

Las otras grandes demandantes de arte africano son las sociedades de máscaras, buena parte de ellas son secretas y casi todas masculinas. Junto a estas sociedades, los grandes y pequeños imperios africanos han generado también multitud de objetos de prestigio, esculturas, asientos reales, bastones de mando, tejidos, etc., destinados a exaltar el poder de sus propietarios.

## Arquitectura
La arquitectura africana corresponde a una amplia variedad de estilos arquitectónicos. A lo largo de su historia, los grupos etno-lingüísticos que poblaron África han tenido sus propias tradiciones arquitectónicas. En algunos casos, se han podido identificar amplios estilos, tales como la arquitectura saheliana en África occidental. Un tema común en buena parte de la arquitectura africana tradicional es el uso de escalamiento fractal: pequeñas partes de la estructura tienden a parecer similares a las partes mayores como, por ejemplo, una aldea circular hecha de casas circulares.
Como la mayor parte de tradiciones arquitectónicas de otras partes, la arquitectura africana ha sido objeto de numerosas influencias externas desde los períodos más tempranos. La arquitectura occidental también ha tenido un impacto en las zonas costeras desde fines del siglo XV y, actualmente, es una fuente de inspiración importante para muchos edificios, particularmente, en las grandes ciudades.
La arquitectura africana usa una amplia variedad de materiales. En sus estructuras es posible hallar paja, palos de madera, barro, adobe, tierra apisonada y piedra, con una preferencia de materiales de acuerdo a cada región: África del Norte por la piedra y el adobe; África occidental por el barro y el adobe; África central por la madera y más materiales perecibles; África oriental, variados; África meridional, por piedra, paja y madera. Un muro en África del Norte podría ser construido de piedra o de tierra apisonada; en África occidental, de barro o adobe; en África central, de madera; en África meridional, de madera o piedra; y en África oriental, de todos estos materiales. 
La arquitectura doméstica tradicional se materializa en forma de sencillas chozas o cabañas; cuando se necesitan varias habitaciones se van añadiendo más cabañas.
En la zona de influencia del Islam y la iglesia ortodoxa, la arquitectura desempeñó un papel fundamental: existen notables ejemplos, tanto en el área occidental del continente (la mezquita de barro de Yené, en Malí) como en las regiones orientales (iglesias rupestres de Lalibela, en Etiopía).

## Música
África es un vasto continente, teniendo sus diferentes regiones y naciones una gran variedad de tradiciones musicales. La música del norte de África (regiones en rojo del mapa) tiene en su mayor parte una historia diferente de la región subsaharaiana.
- El Norte de África es la cuna de la cultura mediterránea, incluyendo a Egipto y Cartago antes de ser gobernada sucesivamente por griegos, romanos y godos y convertirse posteriormente en el Magreb del mundo árabe. Como los géneros musicales del Valle del Nilo y del Cuerno de África (regiones de color celeste, verde oscuro y rojo en el mapa), sus músicas porque son dos música tiene lazos con la música de Oriente Próximo.

- África del Este y las islas del Océano Índico (regiones en verde claro en el mapa) han tenido una ligera influencia de la música árabe así como por la música de la India, música de Indonesia y la música de Polinesia. Sin embargo, las tradiciones musicales indígenas de la región están basadas en la cultura de pueblos subsaharianos como los hablantes de lenguas Níger-Congo.

- África del Sur, Central y África Occidental (regiones marrón, azul y amarillo del mapa) comparten una tradición musical subsahariana entendida en sentido amplio, si bien toman también influencias de Europa Occidental y Norteamérica. Las formas musicales y de baile de la diáspora africana, incluyendo la música afroamericana y muchos géneros caribeños como soca, calipso y zouk, así como géneros de música latinoamericana como rumba, salsa, se basaron en mayor o menor medida en la música de los esclavos africanos, lo que al tiempo influyó en la música popular africana.

## Desarrollos regionales

### Los bronces de Benín
En África tropical, en el centro del continente, se desarrolló tempranamente la técnica de la cera perdida para las pequeñas esculturas de bronce, como atestiguan los hallazgos de Benín. El reino de Benín, que entre los siglos XIV Y XIX ocupó el territorio de la actual Nigeria, fue muy rico en esculturas realizadas con materiales diversos, como hierro, bronce, madera, marfil o terracota. Piezas como el Altar de la Mano ejemplifican la maestría con la que los artistas manipulaban el bronce, así como la importancia de los elementos simbólicos en el arte. En la parte central de esta obra aparecen una serie de figurillas en relieve que veneran al rey y glorifican su poder divino. El monarca es la figura central del conjunto; lleva en las manos los símbolos de su poder, y su cabeza es mayor que las de sus cortesanos. 
Estas destacadas piezas del arte africano llegaron a Inglaterra en 1897, cuando la capital del reino fue destruida. Se trataba de un tesoro formado por esculturas de bronce y marfil, entre las que sobresalían cabezas-retrato de reyes, figuras de leopardo, campanas y placas con altorrelieve, todas ellas realizadas con sorprendente maestría, con la técnica de la cera perdida. El mismo método se empleó en la realización de otras dos cabezas, muy similares, que se encontraron en Ifé en 1938. La sorpresa surgió cuando éstas se fecharon de forma inequívoca en los siglos XIV-XV, es decir, eran anteriores a la primera escultura europea hecha a la cera perdida, datada a mediados del XVI.

### Otros ejemplos
Otros ejemplos de cerámica son las cabezas de Lyndenburg, en Sudáfrica (500). Conocemos también esculturas en piedra de la zona de la desembocadura del Congo, y de Sierra Leona (siglo XVI), estas últimas probablemente obra de los artesanos Sherbro, los mismos que realizaron excelentes tallas de marfil.
Las más antiguas esculturas de madera conocidas son los retratos de los reyes de cuba, de la zona central de la actual República Democrática del Congo, que datan del siglo XVII. Sin embargo, muchas de las mejores esculturas en madera corresponde a la segunda década del siglo XX: por ejemplo, los trabajos de los maestros yorubas Olowe de Ise (después de 1939) y Areogun de Osi-llorin (hacia 1880-1954).
Las primeras piezas textiles conservadas del área subsahariana son bastos fragmentos de la cultura Igbo-Ukwu (siglo IX) y las prendas de algodón y lana encontradas en las cuevas de Tellem, en la zona de Bandiagara, en Malí (siglo XI).
Las artes escénicas (danza, teatro y música) presentan tanta relevancia o más que las visuales. Las características más sobresalientes de la música africana son la complejidad del ritmo, marcado mediante el empleo de diversos tipos de tambores, y la relación entre la forma melódica y la estructura tonal del lenguaje.
La literatura es, probablemente, la más universal y considerada de las artes en África. Incluye mitos, cuentos, embrujos, proverbios y sobre todo, poesía. Es también la manifestación más inaccesible a los forasteros, lo que explicaría por qué ha merecido, en términos comparativos, tan poca atención. Aunque se ha transmitido sobre todo oralmente, también ha existido cierta tradición escrita entre los hausa y suajili. A partir del siglo XX se ha desarrollado la literatura africana en lenguas europeas, como el inglés, el francés y el portugués.
Por último, es imprescindible comentar una de las expresiones artísticas más peculiares del continente: la mascarada. Los africanos se sirven de las máscaras para curar enfermedades, en los ritos de iniciación de los adolescentes, para convocar los espíritus de los antepasados, mediar en querellas o juzgar criminales. Asimismo, son consultadas como si se tratara de oráculos. La máscara se puede definir como un recurso dramático que permite al que la usa adoptar un papel distinto al que normalmente le corresponde dentro de la comunidad. La complejidad de la mascarada y los ritos y fiestas con los que se asocia evidencian su carácter esencial como forma artística del área subsahariana.

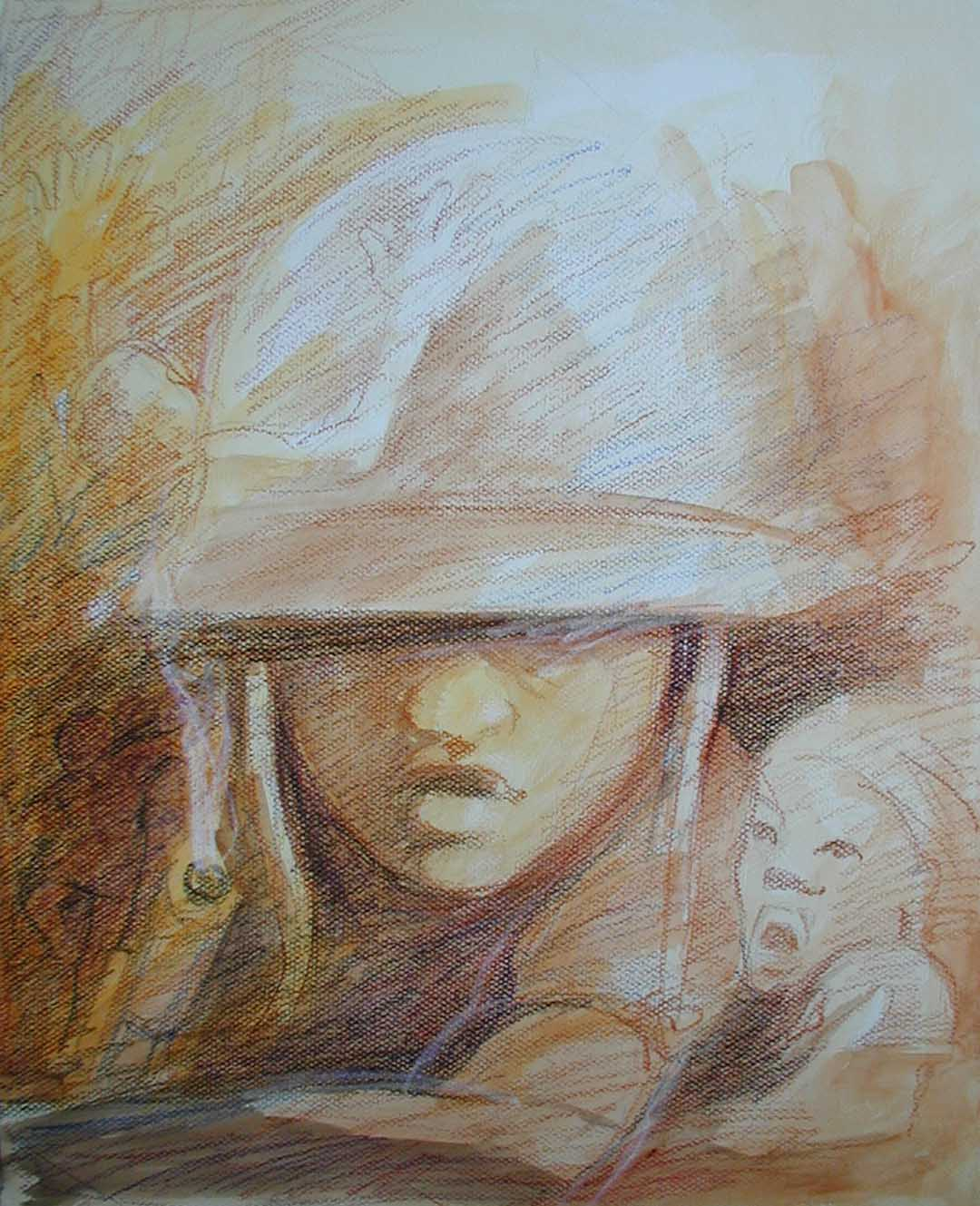
Niño soldado en Costa de Marfil, de Gilbert G. Groud, 2007.

Hoy, por ejemplo, aparecen entre las culturas del sur del Sahara muchas muestras de arte islámico, así como también formas arquitectónicas de inspiración norteafricana. Además, las investigaciones apuntan a una influencia recíproca entre estas zonas del sur con las tradiciones artísticas y culturales de aquellas regiones del norte de África más cerradas al Mediterráneo. El arte de Egipto, uno de los más brillantes de África, tiene importantes conexiones artísticas y culturales con las civilizaciones africanas al sur del Sahara.
Los collares africanos destacan por el conjunto de colores que en ellos se combinan. Cada collar tiene un significado, al igual que las máscaras. 
Las artes africanas son fiel reflejo de las ricas historias, filosofías, religiones y sociedades de los habitantes de este vasto continente. El arte africano, además de su importancia inherente a las gentes que lo produjeron, ha inspirado también a algunos de los más importantes artistas y movimientos del arte contemporáneo tanto de Europa como de América. Los artistas occidentales del siglo XX han admirado la importancia que se concede a la abstracción en el arte africano, estimulando con ello su falta de preocupación por el naturalismo.
Las ricas tradiciones artísticas africanas continúan hoy día, tanto en su línea más tradicional como a través de nuevos y renovadores modos de expresión.

## Arte contemporáneo africano
Muchas de las denominadas artes tradicionales de África están todavía en pleno uso y vigencia.
Como en todos los periodos artísticos, coexisten actualmente en África importantes innovaciones junto con significativos conservadurismos estilísticos. En años recientes, los avances en los medios de comunicación experimentados en el continente africano han facilitado la dispersión y difusión a gran escala de las diversas formas artísticas entre sus distintas culturas. Hoy, por ejemplo, algunas máscaras de estilo nigeriano se están usando con asiduidad entre las poblaciones de Ghana y otras tribus de la costa de Guinea.
El arte africano ha estado también sujeto a influencias exteriores. Por ejemplo, la arquitectura y los motivos decorativos islámicos pueden verse en muchas de las manifestaciones artísticas de la zona norte, especialmente en Nigeria, Malí, Burkina Faso y Níger. Motivos estampados similares a los utilizados en la India, se han encontrado en las esculturas y máscaras de los ibibio y efik, a lo largo de la costa sur de Nigeria.
Algunos artistas contemporáneos han adoptado temas cristianos para los diseños de puertas, artesonados y pilas bautismales de las iglesias y catedrales del África cristiana.
En fechas recientes, los artistas han encontrado sus principales fuentes de mecenazgo en los bancos, establecimientos comerciales, oficinas gubernamentales y cortes de los nuevos países. El turismo también ha contribuido a favorecer la demanda de arte africano, especialmente máscaras decorativas y esculturas ornamentales de ébano o marfil, dentro de los límites oficialmente permitidos.
El desarrollo de las escuelas de arte y arquitectura en las ciudades del África subsahariana ha alentado a los artistas a trabajar en nuevos materiales, como el cemento, el óleo y otras pinturas, tinta, piedra, aluminio y una gran variedad de medios gráficos. Las imágenes y diseños así creados reflejan una vibrante fusión entre la tradición africana y el Occidente contemporáneo.

## Enlaces
- El Anatsui
- Fathi Hassan
- Ben Enwonwu